# Nephrolepis grayumiana
Nephrolepis grayumiana là một loài dương xỉ trong họ Nephrolepidaceae. Loài này được A. Rojas mô tả khoa học đầu tiên năm 2008.